# Куарежма, Эдуарду
Эдуарду Филипе Куарежма Коимбра Симойнш (порт. Eduardo Filipe Quaresma Coimbra Simões; родился 2 марта 2002) — португальский футболист, защитник лиссабонского клуба «Спортинг».

## Клубная карьера
Уроженец Баррейру, Эдуарду ещё в трёхлетнем возрасте начал тренироваться в составе клуба «Фабрил». С 2010 по 2011 год играл за лиссабонский «Спортинг», в 2011 году некоторое время играл за молодёжную команду «Баррейру», после чего вернулся в «Спортинг».
В основном составе «Спортинга» дебютировал 4 июня 2020 года в матче португальской Примейра-лиги, выйдя в стартовом составе против «Витории Гимарайнш».

## Карьера в сборной
Выступал за сборные Португалии до 15, до 16, до 17, до 18, до 19 лет и до 21 года.
В мае 2019 года был капитаном португальцев на чемпионате Европы для игроков до 17 лет, сыграв во всех трёх матчах группового этапа и в четвертьфинале против Италии.

## Достижения
«Спортинг»
- Чемпион Португалии (3): 2020/21, 2023/24, 2024/25
- Обладатель Кубка португальской лиги: 2020/21